# Wilhelm Junk
Wilhelm Junk (eig. Wilhelm Jeitteles, behördlich genehmigter Namenswechsel 1890; * 3. Februar 1866 in Prag, Österreich-Ungarn; † 3. Dezember 1942 in Den Haag) war ein Berliner Antiquar, Verleger, Insektenkundler und Bibliograf naturkundlicher Werke.

## Leben

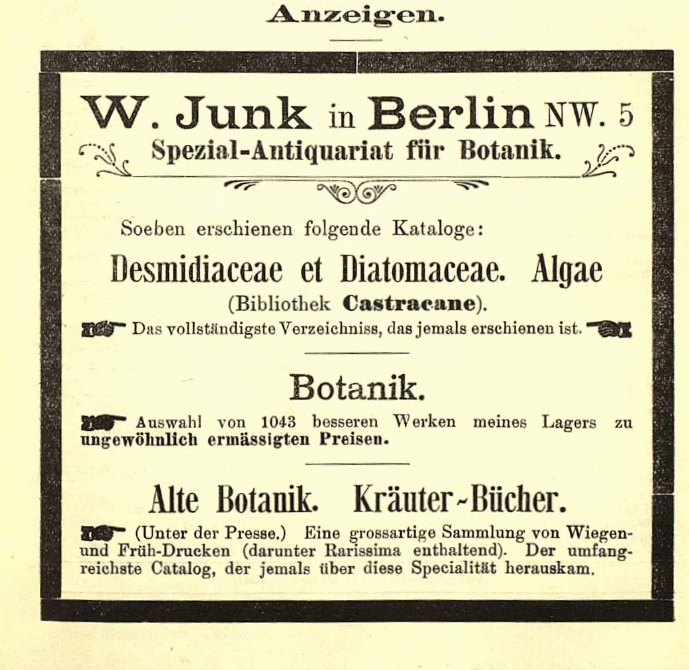
Reklame für W. Junk in Berlin W 5 Spezial-Antiquariat für Botanik (um 1900)

Wilhelm Junk war der Sohn des promovierten chemischen Apothekers Joseph Jeitteles und seiner Frau Caroline, geb. Sobotka, die einer Prager Großindustriellenfamilie entstammte. Nach dem Gymnasium absolvierte Wilhelm Junk 1882 bei seinem Onkel Julius Friedländer in Berlin eine Buchhändlerlehre und besuchte während seiner Ausbildungszeit Vorlesungen der Universität in Zoologie, Botanik und Wissenschaftsgeschichte. 1891 wurde er Teilhaber und machte sich 1899 mit einer eigenen Firma „Verlag und Antiquariat für Naturwissenschaften W. Junk“ in Berlin selbständig. Sein Interesse für Insekten teilte Wilhelm Junk mit Ernst Jünger und belieferte ihn als dessen Antiquar mit seltenen insektenkundlichen Werken.
Junk heiratete Elli Silbermann (1875–1942), das Paar bekam zwei Kinder. 1934 emigrierte er mit seiner Familie und seiner Firma in die Niederlande. 1935 verkaufte er sein Antiquariat, das bis heute unter dem Namen „Antiquariaat Junk“ in Amsterdam existiert, behielt aber seinen Verlag. 
Wilhelm Junk beging gemeinsam mit seiner Ehefrau Suizid, um der Deportation durch die Nazis aufgrund seiner jüdischen Abstammung zu entgehen.
Nach Junks Tod 1942 übernahm sein Schwiegersohn Walter Weisbach die Verlagsleitung, die nach dessen Tod 1962 an seine Witwe Irma-Marie Weisbach-Junk überging. Unter dem Firmennamen „Dr. W. Junk Publications“ existierte der Verlag mit dem Schwerpunkt der Edition naturwissenschaftlicher Werke noch bis in die 1980er Jahre in Den Haag.

## Wirken

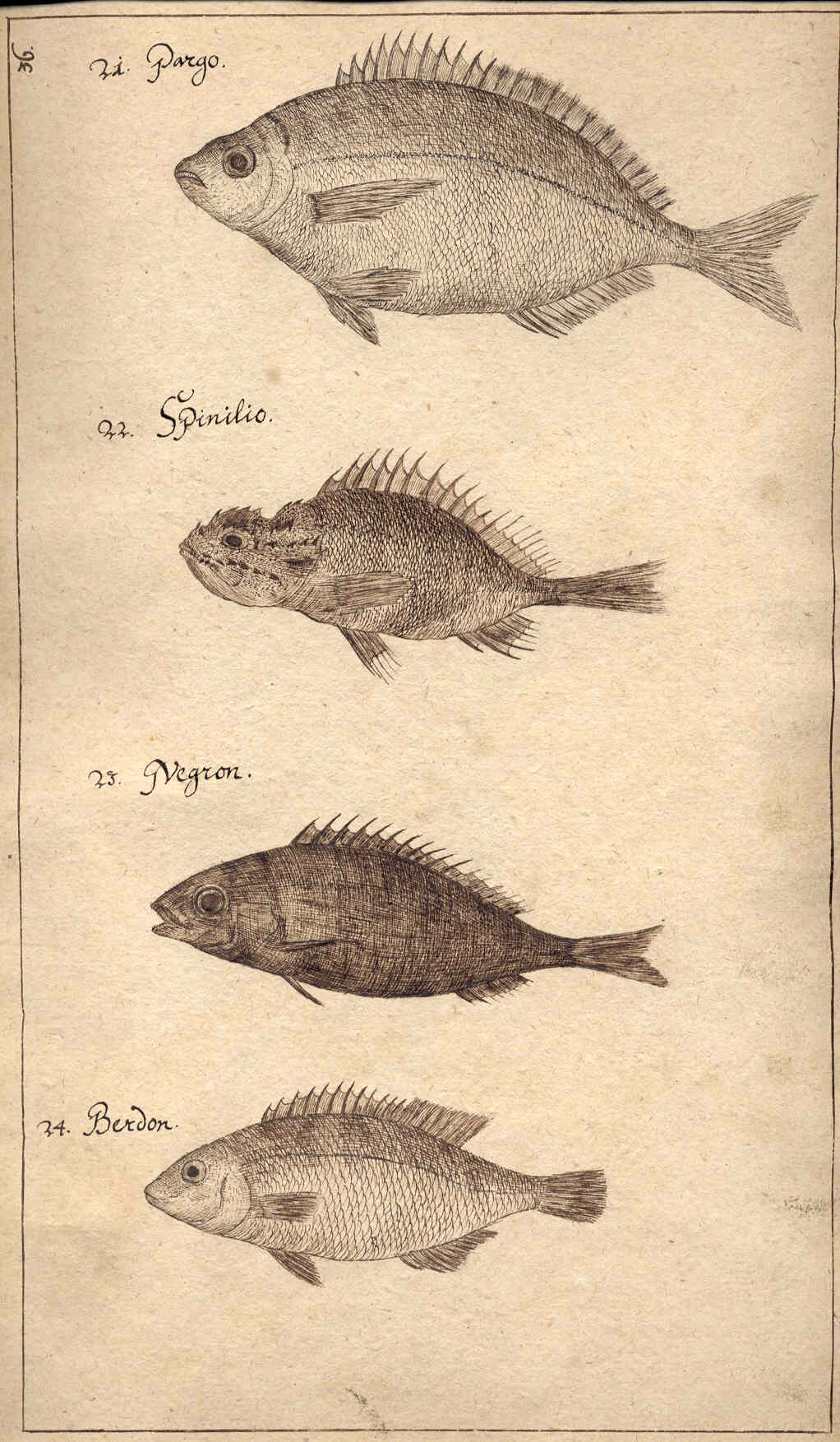
Aus: Hispanische Reise Beschreibung De Anno 1671 (Handschrift, Federzeichnung)

Als Antiquar galt Wilhelm Junks Interesse vor allem seltenen naturkundlichen Werken, insbesondere der Botanik und der Insektenkunde. Als Verleger gab er Tafelwerke und Kataloge zu diesen Bereichen heraus. Von 1901 bis 1935 erschienen in seinem Verlag Neudrucke seltener alter Schriften zur Naturkunde, darunter zum Beispiel 1925 die Hispanische Reise-Beschreibung de anno 1671 des Friederich Martens.
Neben der Publikation zeitgenössischer naturwissenschaftlicher Werke widmete sich Wilhelm Junk in besonderer Weise der bibliographischen Arbeit. Zwischen 1909 und 1916 entstand seine „Bibliographia Botanica“ in zwei Bänden, 1913 die „Bibliographia Lepidopterologica“ und 1918 die „Vertebratorum Bibliographia“. Zwischen 1912 und 1935 erarbeitete er seine „Bibliographia Coleopterologica“. Er gab die bibliographische Zeitschrift „Rara Historico-Naturalia et Mathematica“ heraus (1900–1939, erschienen in zwei Bänden mit Supplementband „Die Historico-Bibliophilie“), und verfasste als Bibliograph vier Arbeiten über Carl von Linné.
Wilhelm Junk war Mitglied der Deutschen Gesellschaft für Erdkunde und der Deutschen Gesellschaft für angewandte Entomologie sowie Ehrenmitglied der Swedish Linnean Society of Upsala. 1922 und 1923 erhielt er jeweils eine Ehrendoktorwürde der Universitäten in Frankfurt (Dr. rer. nat.) und Innsbruck (Dr. phil.).

## Schriften (Auswahl)
- Rara Historico Naturalia. Berlin, 1900–1939
- Bibliographia Botanica. Berlin, 1909–1916
- Schnörkel um Bücher respective naturwissenschaftliche Kinkerlitzchen an‘s Licht gebracht vom Doctor Junk. Berlin, 1930